# 要町 (千葉市)

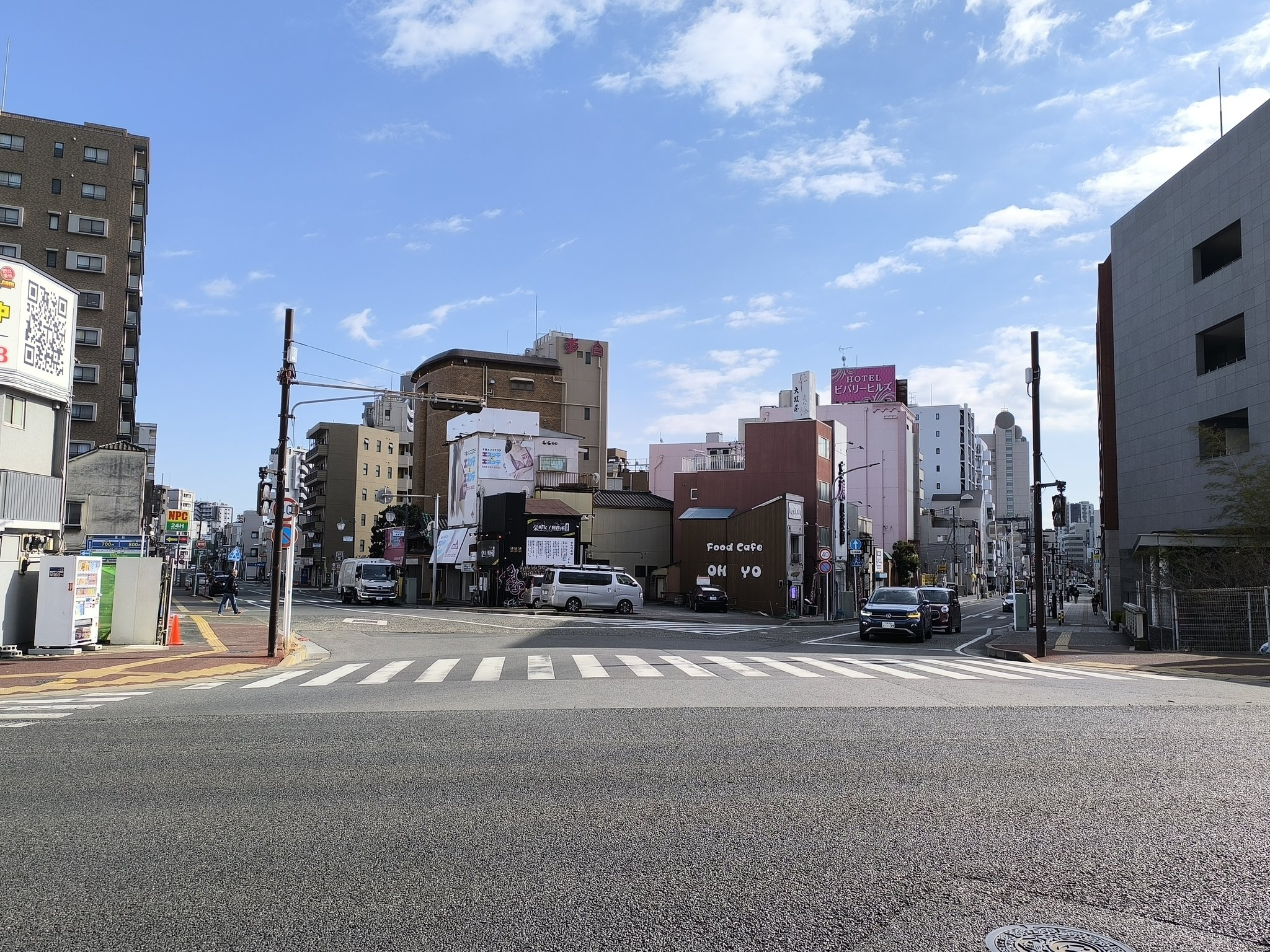
地名の由来となった扇子の要の位置にあたる市民会館前交差点

要町（かなめちょう）は、千葉県千葉市中央区にある町丁。郵便番号は260-0017。

## 地理
千葉市中央区の北部に位置しており、中央区祐光、椿森、栄町、院内と隣接する。

## 歴史

### 地名の由来
この町が扇子の要のような位置にあることから名付けられた。かつて同地の小字であった雲雀休は同地に雲雀を献上する際の中継所があったことに由来する。

### 沿革
- 1936年（昭和11年）9月 - 千葉市大字千葉字鷹匠町、雲雀休、祐光寺、迎田、砂崎をもって要町が成立[3]。
- 1971年（昭和46年）3月1日 - 住居表示実施に伴い、要町の全域および富士見町の一部が要町となる[4]。
- 1992年（平成4年）4月1日 - 千葉市が政令指定都市へ移行し、中央区の一部となる。

## 世帯数と人口
2021年（令和3年）3月末現在の世帯数と人口は以下の通りである。
| 世帯数  | 人口  |
| ------- | ----- |
| 480世帯 | 658人 |

## 小・中学校の学区
市立小・中学校に通う場合、学区は以下の通りとなる。
|      | 小学校             | 中学校             |
| ---- | ------------------ | ------------------ |
| 全域 | 千葉市立院内小学校 | 千葉市立椿森中学校 |

## 交通
- 総武本線東千葉駅
- 千葉都市モノレール2号線（地区内を通るが駅は存在しない）
- 国道126号
- 千葉県道40号東千葉停車場線

## 施設
- 千葉市民会館
- 千葉院内郵便局